# Værker af C.E.F. Weyse
Dette er en oversigt over værker af C.E.F. Weyse.
Weyse var yderst produktiv og med et mangesidet musikalsk talent. Sin musikdialektiske evne kunne han støtte til en udviklet kontrapunktisk dygtighed, hvorom enkelte utrykte kompositioner af ham bærer vidne, derimod sjældnere og i langt mindre grad hans større, mere kendte værker.
Af kirkemusik har han komponeret en række påske- og passions- og pinsekantater, et miserere og den ambrosianske lovsang. Hertil føjer sig, med livfulde og friskere træk, hans universitetskantater, hvoraf Reformationskantaten er blevet anvendt i hvert fald lige til mellemkrigstiden. Blivende betydning på det kirkelige felt har hans koralbog og hans orgelforspil. Endvidere må nævnes de 100 gamle kæmpevisemelodier, harmonisk udsatte af ham.
Af operaer og syngestykker har han, foruden "Sovedrikken", komponeret "Faruk" (opført 1812), "Ludlams Hule" (1816), "Floribella" (1825), "Et Eventyr i Rosenborg Have" (1827), "Festen paa Kenilworth" (1836). Desuden musik til Shakespeare’s "Macbeth" (1817) og til Ewald’s "Balders Død" (1832). I sin musik er han fornemmelig lyrikeren, ved sin efterhånden erhvervede national-danske oprindelighed en original, personlig og nationalt stærkt mærket kyriker. For øvrigt, modsat Kuhlau, en afgjort konservativ natur, der står på det Mozart’ske stade, kun med lette tilnærmelser til nyere tider (Weber).
Af Weyse’s andre arbejder må navnlig fremhæves hans klaverting, hans Allegri di bravura og hans etuder, som blandt andre Robert Schumann har vurderet efter fortjeneste, og som endnu står mærkelig lidt afblegede, men rigtignok også er mærkelig lidt kendte.
Weyse’s egentlige navn som komponist er først og fremmest knyttet til hans romancer, særlig til hans danske sange. Det gik ham som det gik den tyske J.A.P. Schulz i slægtledet før ham, ja i endnu højere grad end denne: han blev helt dansk. I nøje tilslutning til den danske litteraturs guldalder og selv båret af denne, fandt han det simpleste og naturligste, men også det bøjeligste og sjælefineste udtryk i toner for denne litteraturs digtere. Hans sprogbehandling i hans romancer er for den, der her vil se nøjere efter, ikke mindre beundringsværdig end den kunstneriske sans, hvormed han fører den igennem i toner, og, først og sidst, den musikalske intuition, hvormed han netop får det udtrykt, der giver duften og stemningen, og det så sjælfuldt, så varmt og så dansk.

## Syngespil
- Sovedrikken, 1809 (tekst: Adam Oehlenschlæger)
- Faruk, 1812 (tekst: Adam Oehlenschlæger)
- Ludlams Hule, 1816 (tekst: Adam Oehlenschlæger)
- Floribella, 1825 (tekst: C.J.Boye)
- Et Eventyr i Rosenborg Have, 1827 (tekst: J.L. Heiberg)
- Festen på Kenilworth, 1836 (tekst: H.C. Andersen)

## Sange (udvalg)
- Sange i Wikisource
- Det er så yndigt at følges ad, 1837 (N.F.S. Grundtvig)
- Julen har bragt velsignet bud, 1841 (B.S. Ingemann)
- Den signede dag med fryd vi ser, 1826 (Grundtvig)
- Nu ringer alle klokker mod sky, 1837 (Ingemann)
- Lysets engel går med glans, 1837 (Ingemann)
- Nu vågne alle Guds fugle små, 1837 (Ingemann)
- I østen stiger solen op, 1837 (Ingemann)
- Gud ske tak og lov, 1837 (Ingemann)
- Nu titte til hinanden, 1837 (Ingemann)
- Dagen går med raske fjed, 1838 (Ingemann)
- Storken sidder på bondens tag, 1837 (Ingemann)
- Velkommen igen, Guds engle små, 1824 (Grundtvig)
- Kommer hid, I piger små, 1837 (Grundtvig)
- Der står et slot i vesterled, 1838 (Ingemann)
- Dybt skoven bruser, 1801 (afskedssang til Julie Tutein)
- Skøn Jomfru luk dit vindu op, 1809 (Oehlenschlæger)
- Hyrden græsser sine får, 1836 (H.C.Andersen)
- Brødre meget langt herfra, 1836 (H.C.Andersen)
- Natten er så stille, 1840 (J. L. Heiberg)